# Aalglippe

Aalglippe (links)

Die Aalglippe oder Täng ist ein aus Latten verfertigtes, dachförmiges, an den beiden Seitenflächen sowie an zwei Längsseiten mit Netzen überzogenes und an einer Seite offenes Fanggerät, das an einer langen Stange befestigt ist.
Die Aale werden durch einen Treiber mit Hilfe eines langgestielten T-förmigen Plumperstocks in die Aalglippe getrieben, von wo aus sie von einem weiteren Fischer in Netze verbracht werden. Das Tängen wird heute nicht mehr praktiziert.
Das Tängen gilt als sehr schonende Methode des Aalfangs.